# Apimela attenuata
Apimela attenuata är en skalbaggsart som först beskrevs av Thomas Casey 1885.  Apimela attenuata ingår i släktet Apimela och familjen kortvingar. Inga underarter finns listade i Catalogue of Life.